# Stand by Me (Oasis)
Stand by Me is een nummer van de Britse Britpopband Oasis uit 1997. Het is de tweede single van hun derde studioalbum Be Here Now.
"Stand by Me" leverde Oasis wederom een grote hit op in thuisland het Verenigd Koninkrijk, waar het de 2e positie behaalde. In het Nederlandse taalgebied was het nummer iets minder succesvol; met in de Nederlandse Top 40 een bescheiden 39e positie, en in Vlaanderen een 10e positie in de Tipparade.